# Dysdera atlantea
Dysdera atlantea este o specie de păianjeni din genul Dysdera, familia Dysderidae, descrisă de Denis, 1954.
Este endemică în Morocco. Conform Catalogue of Life specia Dysdera atlantea nu are subspecii cunoscute.